# Prix Adami
 (juin 2016).
L'Adami a créé en 2003, un prix récompensant une compagnie dramatique émergente indépendante.
Le prix Adami est décerné au cours de la cérémonie des Molières.

## 2003
Nominations :
Cartoon Sardine de Patrick Ponce et Philippe Car à Marseille
Compagnie Jean Bois en Île-de-France
La Nuit et le moment théâtre de Christophe Lidon en Île-de-France
Théâtre de la tentative de Benoît Lambert en Bourgogne
- Lauréate: Compagnie italienne avec orchestre de Jean-François Sivadier en Bretagne

## 2004
Nominations :
Compagnie anonyme - Richard Brunel à Saint-Étienne
Compagnie Théâtre Nuit - Jean-Luc Annaix à Nantes
L'Illustre Famille Burattini - Gérard Burattini à La Bourboule
Le Théâtre de la Véranda - Lisa Wurmser en Île-de-France
- Lauréat: Le Théâtre du Caramel fou - Jean-Luc Revol à Nevers

## 2005
Nominations :
Compagnie des Lumières et des ombres - Guy Pierre Couleau, à Niort
Compagnie Hercub’ - Michel Burstin, Sylvie Rolland et Bruno Rochette, en Île-de-France
Le Cartoun Sardines Théâtre - Philippe Car et Patrick Ponce, à Marseille
Compagnie Turak - Michel Laubu, à Lyon
- Lauréate: La Compagnie du hanneton - James Thierrée, en Bourgogne

## 2006
Nominations :
La Compagnie Hercub’ - Michel Burstin, en Île-de-France
Le Théâtre de la Jacquerie - Alain Mollot en Île-de-France
Le Théâtre Nuit - Jean-Luc Annaix en Loire-Atlantique
Le Théâtre régional des Pays de la Loire - Patrick Pelloquet en Maine-et-Loire
- Lauréat : La Compagnie Rasposo - Fanny Molliens en Saône-et-Loire